# Paul Seiffert

Paul Seiffert

Ernst Arnold Paul Seiffert (* 26. Mai 1866 in Berlin; † September 1936 in Berlin) war ein deutscher Erziehungswissenschaftler und Politiker.

## Leben
Seiffert, Sohn eines Gemeindeschulrektors, studierte an der Universität Berlin Theologie und Pädagogik sowie nebenher Nationalökonomie. 1890 und 1892 absolvierte er seine Staatsexamina. Von 1892 bis 1894 war er Teilnehmer an der Schlesischen Kirchlich-sozialen Konferenz und Geschäftsführer im Provinzial-Verein für Innere Mission. Von 1894 bis 1897 fungierte er als Zweiter Direktor der Alsterdorfer Anstalten für Epileptische bei Hamburg. Von 1897 bis 1899 war er Geschäftsführer des Jugendwohlfahrtsvereins. Von 1899 bis 1919 war er Direktor der Brandenburgischen Provinzial-Schulanstalt zu Strausberg und Leiter der Seminalkurie für Erzieher. Nebenbei war er von 1904 bis 1914 Begründer sowie Vorsitzender des Allgemeinen Fürsorgeerziehungstages. Anschließend war er Landeserziehungsrat in Hessenwinkel.
Ab 1923 betätigte sich Seiffert in der sogenannten Aufwertungsbewegung, die politische Maßnahmen zur Behebung der Schäden durch die Inflation befürwortete. So wurde er im Juli 1924 Vorsitzender des Hypotheken-Gläubiger- und Sparer-Schutzverbandes für das Deutsche Reich. Im Dezember 1924 zog Seiffert auf Reichswahlvorschlag für die Nationalsozialistische Freiheitsbewegung (NSFB) in den Reichstag ein. Während der Wahlperiode verließ Seiffert im Frühjahr 1927 die Gruppe der NSFB-Abgeordneten; am 7. Februar 1928 schloss er sich der Volksrechtpartei an.
Am 1. April 1933 trat Seiffert der NSDAP bei.